# Anthidium gayi
Anthidium gayi är en biart som beskrevs av Maximilian Spinola 1851. Anthidium gayi ingår i släktet ullbin, och familjen buksamlarbin. Inga underarter finns listade i Catalogue of Life.